# Unde dai și unde crapă
Snatch (stilizat ca .snatch, tradus în română ca Unde dai și unde crapă?) este un film britanic regizat de Guy Ritchie.

### Distribuție
- Jason Statham: Turkish
- Stephen Graham: Tommy
- Brad Pitt: Mickey O'Neil
- Alan Ford: "Brick Top" Pulford
- Robbie Gee: Vinny
- Lennie James: Sol
- Ade: Tyrone
- Dennis Farina: Abraham "Cousin Avi" Denovitz
- Rade Šerbedžija: Boris "The Blade" Yurinov
- Vinnie Jones: Bullet Tooth Tony
- Adam Fogerty: Gorgeous George
- Mike Reid: Douglas "Doug The Head" Denovitz
- Benicio del Toro: Franky Four-Fingers
- Sorcha Cusack: Mrs O'Neil
- Jason Flemyng: Darren
- Goldie: Bad Boy Lincoln
- Velibor Topić: The Russian
- Sam Douglas: Rosebud
- Ewen Bremner: Mullet
- Andy Beckwith: Errol
- Dave Legeno: John
- William Beck: Neil